# Abstract Spirit
Abstract Spirit ist eine 2006 gegründete Funeral-Doom-Band.

## Geschichte
Die russische Funeral-Doom-Band Abstract Spirit wurde im Jahr 2006 von dem Gitarristen Mikhail „Hater“ Petrov und der Keyboarderin Alexandra „I. Stellarghost“ Fomenko von der Extreme-Metal-Band Twilight Is Mine gegründet. Als Schlagzeuger und Sänger schloss sich Andrei „iEzor“ Karpuchin von Comatose Vigil dem Projekt an. Mit Liquid Dimensions Change erschien 2008 das Debüt der Band über Solitude Productions. Das Album erhielt anerkennende und lobende Kritiken als solide Veröffentlichung im Genre ohne großen Innovationsgehalt. So wurde unter anderem in einer für das Webzine Metal.de verfassten Rezension geurteilt, dass „[d]ie Klasse der Musiker […] sich weniger in ausserordentlichen instrumentalen Leistungen [manifestiere], sondern eher in der Untergangsatmosphäre“, die das Album vermittele. Die Kooperation mit Solitude Productions behielt die Band fortwährend bei. Mit dem zweiten Album Tragedy and Weeds aus dem Jahr 2009 ergänzte die Band die am Funeral orientierte Grundstruktur der Musik um disharmonisch eingearbeitete orchestrale Elemente und asymmetrische Rhythmusfiguren. Diese neue, von der Band als Anlehnung an russische Beerdigungszeremonien gedachte Ausrichtung, polarisierte in den Kritiken. Das im Jahr 2011 erschienene dritte Album Horror Vacui galt zum Zeitpunkt der Veröffentlichung vielen Rezensenten als Höhepunkt des musikalischen Schaffens der Gruppe und eine hervortretende Veröffentlichung im Genre. Das nachfolgende Theomorphic Defectiveness aus dem Jahr 2013 wurde hingegen als solide jedoch mittelmäßige Veröffentlichung im Genre, die hinter anderen populären Genrevertretern zurückbleibt, beurteilt. Mit dem über Moscow Funeral League Records veröffentlichten Split-Album Escapism mit Ennui, bestritt die Band das Jahr 2014. Das Album wurden positiv rezipiert, derweil häufig die Leistung Ennuis hervorgehoben wurde.

## Stil
Das Webzine Doom-Metal.com beschreibt die von Abstract Spirit gespielte Musik als Funeral Doom, der sich „intensiv, bedrohlich, unheimlich und vor allem majestätisch“ gestalte. Einordnende Vergleiche werden zu Dolorian, Shape of Despair und Ahab bemüht. Die Stimmung der Musik wird als schwermütig oder depressiv beschrieben. 
Als Grundgerüst der Musik dienen laut einer für das Webzine Evilized verfassten Rezension simple und minimalistische Schlagzeug- sowie zurückhaltende und zugleich als zäh beschriebene Gitarrenarrangements. Mit Bezug zum Album Horror Vacui wird die Musik für das Webzine Metal.de als „musikalische Dunkelheit“ beschrieben, die mit „extrem schaurigen Chorpassagen punkten“ könne. „Während die Drums langsam schleppend einen durchweg dichten Rhythmus vorlegen, schneiden sich die Gitarren ebenso bedächtig durch die dicken Nebelschwaden und lockern dies mit ein paar unterschwelligen Melodien auf. Dies klingt alles auch recht fließend und gut, allerdings schleicht sich jedoch im Verlaufe der Spielzeit etwas Monotonie ein“. Ergänzt wird die Musik durch Keyboardarrangements, „filigrane Klaviermelodien, Streicher oder schlichte Akustikgitarren“.

## Diskografie
- 2008: Liquid Dimensions Change (Album, Solitude Productions)
- 2009: Tragedy and Weeds (Album, Solitude Productions)
- 2011: Horror Vacui (Album, Solitude Productions)
- 2013: Theomorphic Defectiveness (Album, Solitude Productions)
- 2014: Escapism (Split-Album mit Ennui, Moscow Funeral League Records)